# شغل (فيزياء)
الشغل (الميكانيكي) أو العمل (الميكانيكي)، في علم الفيزياء هو كمية الطاقة لتحريك جسم ما بقوّة ما لمسافة ما، وحدة قياس الشّغل الفيزيائي حسب النظام العالمي للوحدات هي الجول(Joule)،يرمز للجول بالرمز "J" ويرمز للشغل بالرمزW.
استنادا لنظرية الشغل والطاقة، إذا أثرت قوى خارجية على جسم وغيرت طاقة حركته من الوضع Ek1 إلى الوضع Ek2 فإن الشغل W يحسب من العلاقة:
{\displaystyle W=\Delta E_{k}=E_{k2}-E_{k1}={\frac {1}{2}}m\Delta (v^{2})\,\!}
حيث m هي كتلة الجسم و v هي سرعته.
و يحسب الشغل الميكانيكي المؤثر على جسم ما عن طريق حاصل الضرب القياسي للقوة المؤثرة والمسافة التي تحركها الجسم، كالآتي:
{\displaystyle W=\mathbf {F} \cdot \mathbf {d} =Fd\cos \theta .\,\!}

## مقدمة

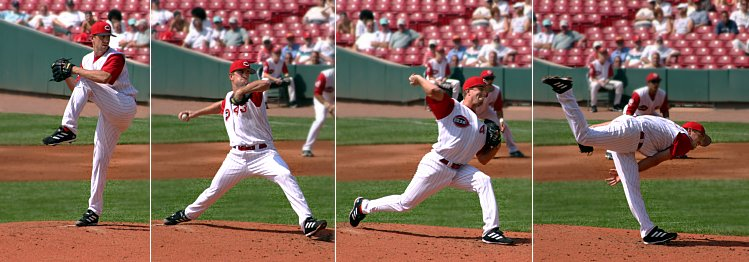
يقوم اللاعب ببذل شغل موجب بنقل الطاقة إلى الكرة، ويقوم اللاعب المستلم للكرة ببذل شغل سالب لإيقافها.

من الممكن أن ينعدم الشغل حتى في حالة وجود قوة مؤثرة، مثل القوى الطاردة المركزية في الحركة الدورانية لجسم فهي لا تبذل شغلا لأن طاقة الحركة للجسم لا تتغير، وكمثال آخر عند وجود كتاب موضوع على منضدة فالمنضدة لا تبذل شغل على الكتاب بالرغم من وجود قوة رد فعل مساوية لوزنه {\displaystyle mg} وفي اتجاه معاكس، لأنه لم يتم نقل طاقة خارج أو داخل الكتاب.
ولا يعد التوصيل الحراري صورة من صور الشغل لأن الطاقة الحرارية تتحول إلى صورة أهتزاز للذرات بدلا من الإزاحة.

## حساب الشغل في الرياضيات

### القوة والإزاحة
كما قلنا في البداية الشغل عبارة عن الجداء السلمي للقوة والإزاحة:
{\displaystyle W=\mathbf {F} \cdot \mathbf {d} =Fd\cos \phi }           (1)
حيث {\displaystyle \textstyle \phi }هي الزاوية بين متجه القوة ومتجه الإزاحة.
وحتى تكون هذه العلاقة صحيحة يجب أن تظل الزاوية {\displaystyle \textstyle \phi } بين المتجهين ثابتة، لذا يجب أن يكون المسار عبارة عن خط مستقيم مع هذا يمكن أن يتغير اتجاه الحركة ولكن خلال الخط المستقيم.
في حالة تغير القوة المؤثرة مع الزمن أو انحرف المسار عن الخط مستقيم، عندها لانستطيع تطبيق العلاقة السابقة بصورة عامة على حركة الجسم، أي انه من الممكن تقسيم حركة الجسم إلى عدة مراحل صغيرة بحيث يصبح من الممكن أعتبار القوة والإزاحة في كل مرحلة ثابتة ويكون الشغل الكلي للجسم هو مجموع الشغل في كل هذه المراحل.
لذا فإن التعريف الرياضي العام للشغل يعطى بالتكامل الآتي :
{\displaystyle W_{C}=\int _{C}\mathbf {F} \cdot \mathrm {d} \mathbf {s} }             (2)
حيث:
{\displaystyle \textstyle _{C}} هو المسار أو المنحنى الذي قطعه الجسم.
{\displaystyle \mathbf {F} } هو متجه القوة.
{\displaystyle \mathbf {s} } هو متجه الإزاحة.
المعادلة (2) عبارة عن مثال واضح عن أنه في حالة عدم وجود قوة مؤثرة ({\displaystyle \mathbf {F} } = 0) فإن الضغط ينعدم، وأبسط مثال لهذه المعادلة عندما يكون متجه القوة متعامدا على مسار الحركة (مثل الحركة الدورانية) فتكون نتيجة التكامل دائما صفر.
و قد تكون نتيجة التكامل صفرا أيضا عندما يكون جزء من الشغل سالبا والجزء الآخر موجبا (فيكون مجموعهما= صفر).

### الطاقة الميكانيكية
الطاقة الميكانيكية للجسم هي جزء من طاقته الكلية والتي ترتبط بمعدل الشغل، وتتضمن طاقة الحركة وطاقة الوضع ولكن هناك بعض صور الطاقة الأخرى التي لا تضمنها الطاقة الميكانيكية مثل (الطاقة الحرارية التي قد تنتج نتيجة للاحتكاك، أو كتلة السكون حيث تكون كتلة الجسم ثابتة خلال المسار كله).
إذا اثرت قوى خارجية علي جسم وغيرت طاقة حركته من الوضع Ek1 إلى الوضع Ek2 فإن الشغل W يحسب من العلاقة :
{\displaystyle \textstyle W=\Delta E_{k}=E_{k_{2}}-E_{k_{1}}={\frac {1}{2}}mv_{2}^{2}-{\frac {1}{2}}mv_{1}^{2}={\frac {1}{2}}m\Delta (v^{2}).}
و من هنا نستنتج أن الشغل الميكانيكي يتناسب طرديا مع فرق مربع السرعات. لاحظ أن الحد الأخير في المعادلة هو {\displaystyle \textstyle \Delta (v^{2})} وليس {\displaystyle \textstyle (\Delta v)^{2}}.
من قانون انحفاظ طاقة الحركة عند وجود نظام يحتوي على قوى محافظة(مثل قوة الجاذبية) أو إذا كان مجموع شغل القوى يساوي صفرا، فإن طاقة الحركة تظل ثابتة كالآتي :
عند مثلا وقوع جسم ثابت الكتلة من الوضع 1 إلى الوضع 2 فإن طاقته الكلية في الوضع 1 تساوي طاقته الكلية في الوضع 2 :
{\displaystyle (E_{k}+E_{p})_{1}=(E_{k}+E_{p})_{2}\,\!}
حيث:
- {\displaystyle \textstyle E_{k}} هي طاقة الحركة للجسم
- {\displaystyle \textstyle E_{p}} هي طاقة الوضع للجسم

## وحدات الطاقة
يمكن تحويل وحدات الطاقة أو الشغل بالعلاقات الآتية وحدة طاقة:
1 جول = 1 كيلوجرام. متر2. ثانية −2
1 إرج = 1 جرام. سم2. ثانية −2
1 جول = 107 إرج
1 كيلوواط ساعة = 3,6. 106 جول
1 حصان = 2,68. 106 جول